# 사나다 아사미
사나다 아사미(真田 アサミ, 1977년 9월 8일 ~ )는 일본의 성우 및 배우이다. TAB 프로덕션 소속으로, 나가노현 출신이다. 도쿄 아나우스 학원 출신. 2013년 11월 1일자로 결혼을 발표하였다.

## 출연작

### TV 애니메이션
1999년
- 디지캐럿(디지캐럿(데지코))

2000년
- 디지캐럿 여름 스페셜(디지캐럿(데지코))
- 다!다!다! (야보시 세이야)
- 무적왕 트라이제논 (카무이 아이)

2001년
- 갤럭시 앤젤(데지코[카메오])
- 작은 눈의 요정 슈가(필)
- 디지캐럿 봄 스페셜(디지캐럿(데지코))
- 디지캐럿 여름방학 스페셜(디지캐럿(데지코))
- 마호로매틱(오에 치즈코)

2002년
- 파뇨파뇨 디지캐럿(디지캐럿(데지코))
- 마호로매틱~더 아름다운 것~(오에 치즈코)

2003년
- 은하철도 이야기(루이 포드 드레이크)
- 디지캐럿뇨(디지캐럿(데지코))

2004년
- 로젠메이든(사쿠라다 쥰)

2005년
- 마법소녀 리리컬 나노하 A'S(비타)
- 로젠메이든 트로이멘트(사쿠라다 쥰)

2006년
- 오! 나의 여신님 2기 ~각자의 날개~(6화)(사카키바라 시호)
- 갤럭시 앤젤 II(데지코[카메오], 신)

2007년
- 마법소녀 리리컬 나노하 Striker'S(비타)
- 안녕 절망선생 (츠네츠키 마토이)

2008년
- 은하철도 이야기~영원의 분기점~(루이 포드 드레이크)
- 쿠레나이 (무토 타마키)
- 속·안녕 절망선생 (츠네츠키 마토이, 오오라 카나코 #7, 이토시키 노조무 #6, 키츠 치리 #6)

2009년
- 마리아 홀릭 (미야마에 카나코)
- 참·안녕 절망선생 (츠네츠키 마토이)
- 케이온! (야마나카 사와코)

2010년
- 케이온!! 2기 (야마나카 사와코)

2011년
- 마리아 홀릭 얼라이브 (미야마에 카나코)

2013년
- 데이트 어 라이브 (토키사키 쿠루미)

2018년
- 반짝반짝 해피★ 열려라! 코코타마 (타키시)

### OVA
2002년
- 디지캐럿 OVA 삐요코에게 맞겨줘(디지캐럿(데지코))

2006년
- 로젠메이든 오베르튜레(사쿠라다 쥰, 사라)
- 윈터 가든(데지코)

### 극장판
2000년
- 디지캐럿 크리스마스 스페셜(디지캐럿(데지코))

### 게임
2000년
- 하트풀 메모리즈 ~Little Witch Parfait2~(하트풀 메모리즈 ~소녀 마법사 파르페2~) (라이나 포젤)

2001년
- 디지캐럿 판타지 (디지캐럿(데지코))

2002년
- 로맨스는 검의 빛II (쟈넷 반로크)

2005년
- 프린세스 콘체르트 (셀마)

## 더빙
※더빙작의 경우 정확한 방송 시기를 알아내기 힘들어 제작국의 제작연도로 대체하였음.

### 한국 애니메이션
2003년
- 원더풀 데이즈 (제이)